# Kupferhammer (Mixdorf)
Koordinaten: 52° 11′ 1,5″ N, 14° 25′ 52,2″ O

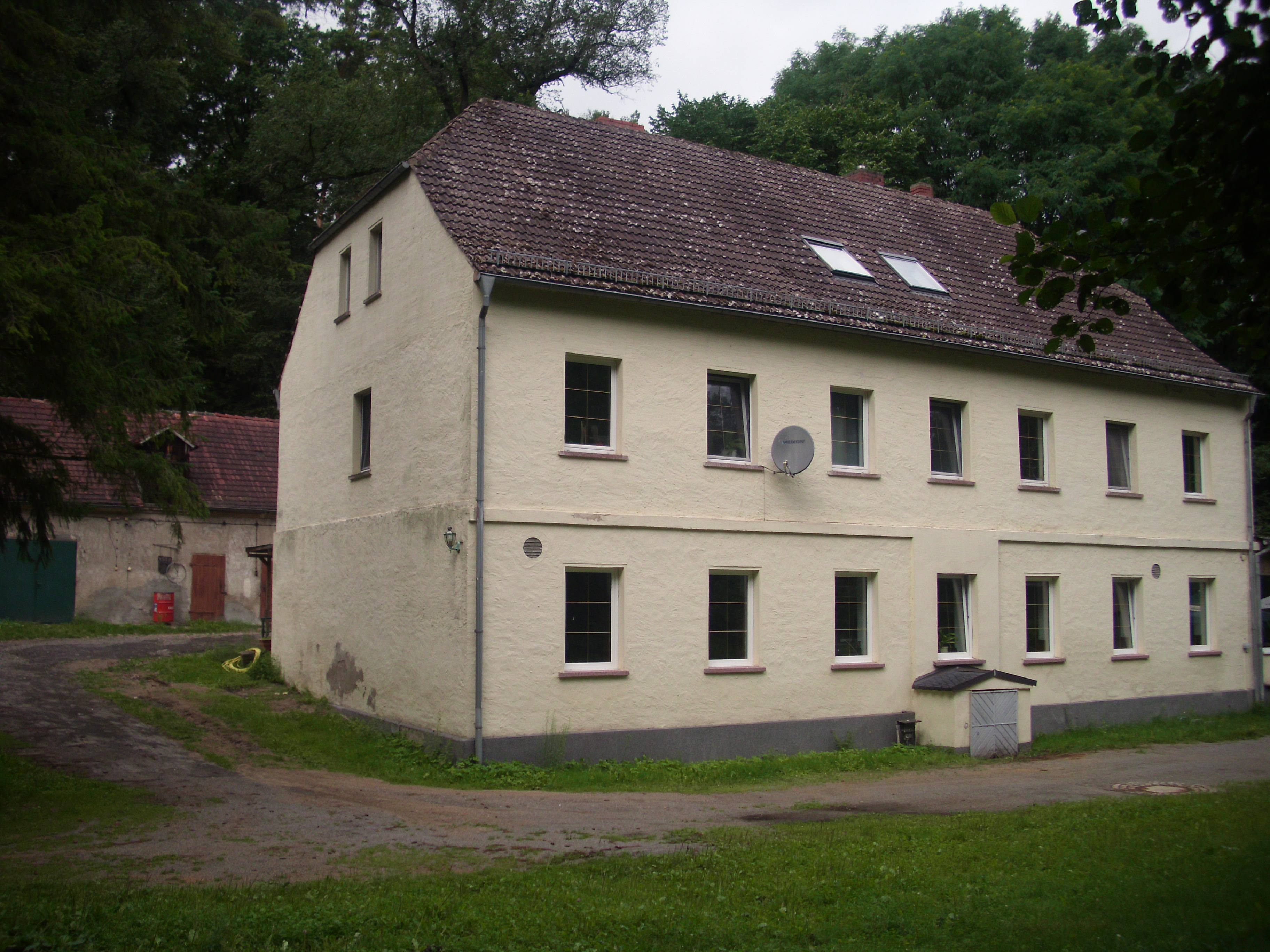
Gutshaus Kupferhammer mit Nebengebäude

Der ehemalige Kupferhammer, heute eine Gastwirtschaft und Wohnplatz, lag zwischen der Mittelmühle im Norden und dem Forsthaus Siehdichum im Süden, an der Schlaube in der heutigen Gemeinde Mixdorf (Landkreis Oder-Spree, Brandenburg). Diese wird an der Mühle von dem Kupferhammerweg zwischen Mixdorf im Westen und Schernsdorf im Osten gekreuzt.

## Geschichte
Der Kupferhammer wurde im 16. Jahrhundert deswegen überregional bekannt, weil der Beeskower Schmied Antonius Ott an dieser Stelle 1553 einen Kupferhammer mit Wohnhaus errichtete, zu welchem die Einwohner kamen, um alte Kupfergerätschaften einschmelzen zu lassen und neue zu erhalten. Der Abt von Neuzelle und der Johanniterorden hatten hierzu ihr Einverständnis gegeben, da Ott versprach, seine Waren unter dem Preis der Konkurrenz anzubieten. Im Jahre 1568 genehmigte der Landvogt der Niederlausitz wieder einem Beeskower Bürger die Errichtung eines Eisenhammers. Der neue Eigentümer der Mühle, Christoph Schütz, verarbeitete in diesem Hammer den im Schlaubetal gewonnenen Raseneisenstein. Interessant ist ferner, dass beim Kupferhammer in der Frühen Neuzeit ein Weinberg bestand. Ein kleiner, ein Morgen großer Weinberg bestand bis 1852. Die Trauben wurden nicht gekeltert, sondern als Speisetrauben gegessen.
1579 wurde die Mühle erweitert, die neue Mahlmühle stand den Mixdorfer Bauern zur Verfügung. Um 1594 war die Ausbeute des Raseneisensteines derart zurückgegangen, dass der Eisenhammer verkauft wurde. Durch den Dreißigjährigen Krieg kam es zum Brand der Mahlmühle 1639, daher wurde in späteren Jahren eine neue erbaut. Die Tuchmühle in Beeskow schickte ihre Tuche zur Verarbeitung ab 1704 in die eigens errichtete Walkmühle, der Kupferhammer war noch immer in Betrieb. Als damalige Müller sind um 1688 der Hammermüller Christoph Gersdorf (Görsdorf), 1701 der Schneidemüller Melchor Zeidler, 1730 der Müller und Hammermüller Gottfried Schur sowie 1731 der Müller Hans Kayser in Kupferhammer erwähnt.

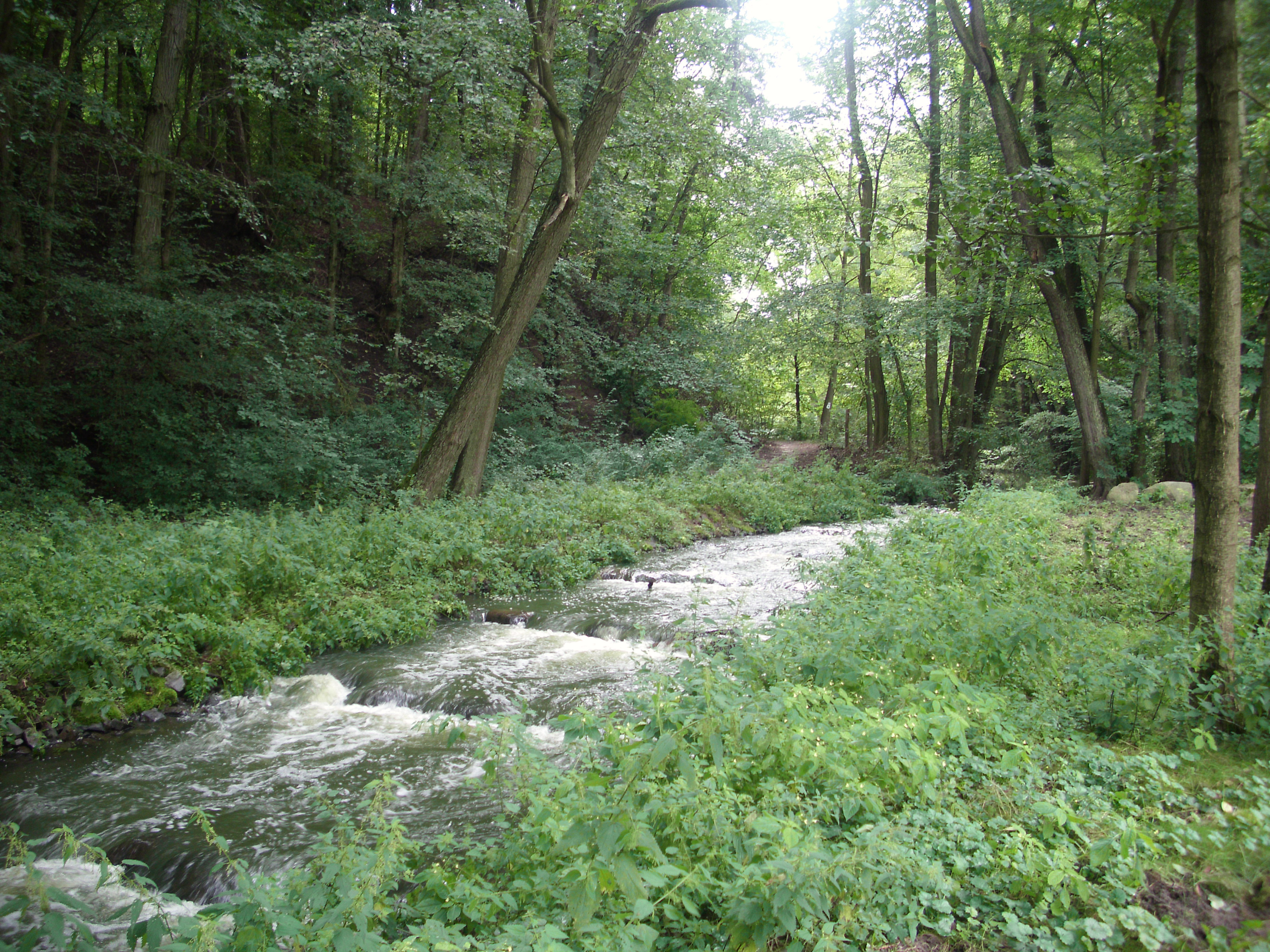
Gefälle der Schlaube mit Schwellen

Bedingt durch ein Einfuhrverbot von ausländischen Kupferwaren und ein Ausfuhrverbot von Altkupfer, welches seit 1719 im Brandenburgischen bestand, wurde der Kupfermarkt schwer geschädigt, da man inzwischen das meiste Kupfer in Brandenburg bezog. Im Jahr 1734 wurde der Kupferhammer stillgelegt. Der Grund war die Ablehnung eines Gesuches, ein Privileg zu erhalten, wonach jeder Einwohner und Kupferschmied aus der Niederlausitz sein Altkupfer auf den Hammer bringen und sich dort alles neue Kupfer holen müsse.
Eine weitere Umstellung im Mühlenbetrieb erfolgte 1830 auf Tuchfabrikation durch Rudolf Arnheim. Um den Hammer entstand eine Ansiedlung, die Arbeiter lebten in Hütten mit dazugehörigem Land, welches sie vom Hammermüller bekamen. Es gab eine Wollspinnerei, eine Wassermahlmühle und einen Morgen Weinbau. Das Schlaubetal war ein wichtiger Wirtschaftsstandort, da die Gewerke zur damaligen Zeit als Antriebskraft noch keine Elektrizität nutzen konnten, so dass hier auch eine Wollfabrik, eine Färberei, eine Walkmühle, eine Schneidemühle, ein Kontor, eine Schmiede sowie eine Tischlerei betrieben wurden.
Ein Besitzer der Wollspinnerei-Fabrik und des Mühlen-Etablissements, Berthold Arzheim, war am 20. Juni 1861 genötigt, sich der Zwangsversteigerung zu stellen. Als Schätzwert der Immobilien waren 72.423 Thaler und 10 Groschen angesetzt.
Seinen Höhepunkt hatte Kupferhammer in der Gründerzeit nach 1871. Die zunehmende Konkurrenz aus dem Umland und ein Großbrand im Jahre 1880 beendeten diesen Aufschwung jedoch, und die Mühle wurde nach 1880 Försterei mit Schankgerechtigkeit. Um 1900 wurde das Gutshaus eine Schankwirtschaft.
Mit dem Einbau einer Turbine zur Stromerzeugung versorgte die Mühle von 1926 bis 1950 die Orte Kupferhammer, Siehdichum und Schernsdorf.
Heute befindet sich hier eine Gaststätte sowie der Anstau der Schlaube, welcher der Wasserhaltung der oberhalb gelegenen Schlaubeseenkette dient. Man findet eine Gefällestrecke, auf welcher die Schlaube den Höhenunterschied über 18 Schwellen allmählich überwindet und welche der Wanderung von Fischen stromaufwärts dient. Die Wasserregulation des mittleren Schlaubetals erfolgt durch einen Rückstau über das Schulzenwasser, den Langesee sowie den Großen und Kleinen Schinkensee bis oberhalb des Hammersees. Der Oberpegel Kupferhammer wurde 1972 errichtet.

## Sonstiges
Als beliebtes Ausflugsziel im Naturpark Schlaubetal ist der Standort auf Wanderkarten ausgewiesen.